# 小扎蓋齊
50°0′35″N 26°2′32″E / 50.00972°N 26.04222°E
小扎海齊（烏克蘭語：Малі́ Зага́йці），是烏克蘭的村落，位於該國西部捷爾諾波爾州，由克列梅涅茨區負責管轄，始建於1345年，面積2.11平方公里，2001年人口279，人口密度每平方公里132.2人。